# إبرانوم
إبرانوم (من أواخر الألفية الثالثة قبل الميلاد) هو الحاكم الجوتي الرابع عشر لسلالة الجوتيين في سومر والمذكور في " قائمة الملوك السومريين " (SKL). وفقًا للقائمة : كان ابرانوم خليفة إيراروم. ثم خلف هابلوم ابرانوم بالمثل وفقًا لقائمة الملوك السومريين.